# آرتورو ساروخان
آرتورو ساروخان (ارمنی: Արթուրո Սարուխան اسپانیایی: Arturo Sarukhán Casamitjana‎؛ زادهٔ ۱۴ سپتامبر ۱۹۶۳) یک دیپلمات ارمنی‌تبار اهل مکزیک است.

## زندگی‌نامه
پدربزرگ پدری وی آرتور ساروخانیان از ارمنیان روسیه بود که پست وزیری دومی در دولت موقت روسیه تحت رهبری الکساندر فیودورویچ کرنسکی را برعهده داشت که پس از سرنگونی دولت کرنسکی توسط بلشویک‌ها وی نیز به ونیز نقل مکان نمود و در سمیناری مخیتاریست آموزش دیده بو. مادربزرگش نیز در زمان نسل‌کشی ارمنی‌ها توسط ترکان عثمانی به سالونیک گریخته بود و سپس به ونیز نقل مکان نموده بود. آن دو سپس با همدیگر ازدواج نموده بود و با به قدرت رسیدن بنیتو موسولینی در ایتالیا به مقصد مکزیک ترک کرده بودند. از طرفی مادری نیز مادربزرگش از پناهندگان جمهوری خواه اسپانیایی تبار بودند.
آرتورو مدرک لیسانس خود را در رشته روابط بین‌الملل از دانشگاه El Colegio de México کسب نمود و مدرک کارشناسی ارشد را نیز در رشته سیاست خارجی ایالات متحده از مدرسه مطالعات پیشرفته بین‌المللی پال ایچ. نیتس دانشگاه جانز هاپکینز در واشنگتن، دی سی، دریافت نمود.
در تاریخ ۲۷ فوریه ۲۰۰۷ به سمت سفیری مکزیک در ایالات متحده آمریکا برگزیده شد و تا تاریخ ۱۰ ژانویه ۲۰۱۳ این سمت را برعهده داشت.